# Славищка носия
Славищката носия е характерна за района на град Крива Паланка и околните села, припокриващ се с източния дял на областта Славище.
Женската носия се откроява с характерните белези на шопските носии - равно скроена бяла плетена кошуля и дълъг до под коленете шаяк от черна клашна, с къси ръкави и украсен на гърдите и ръкавите с апликации от вълнени гайтани и сърма. Поясът е от вълнена и конопена раирана шарена тъкан, а скута (скутача) е украсен от дребни шарки, между които има и цветя от сърмени конци. Зимните и празничните облекла са с безръкавно джубе, дълго до коленете от черна клашна с украса от гайтани и сърма.

## Галерия
- Паланечка женска носия
- Славищка носия от Подмочанския етнографски музей